# Stygicola dentata
Stygicola dentata é uma espécie de peixe da família Bythitidae.
É endémica de Cuba.